# Psomophis
Psomophis – rodzaj węży z podrodziny Dipsadinae w rodzinie połozowatych (Colubridae).

## Zasięg występowania
Rodzaj obejmuje gatunki występujące w Brazylii, Boliwii, Paragwaju, Argentynie i Urugwaju. 

## Systematyka

### Etymologia
Psomophis: gr. ψωμος psōmos „kęs, kawałek”; οφις ophis, οφεως opheōs „wąż”.

### Podział systematyczny
Do rodzaju należą następujące gatunki:
- Psomophis genimaculatus (Boettger, 1885)
- Psomophis joberti (Sauvage, 1884)
- Psomophis obtusus (Cope, 1864)